# Embittered
Embittered (dall'inglese Amareggiato) è il secondo album in studio del gruppo musicale power metal italiano White Skull. La formazione di questo lavoro del gruppo vicentino è la solita dell'album precedente, I Won't Burn Alone.
Nell'album partecipa come ospite il cantante Folco Orlandini (Mesmerize, Time Machine).

## Tracce
1. Embittered - 4:30
2. Revenge Is Sweet - 5:26
3. It's My Life - 4:36
4. Old Friends - 7:43
5. Love Is - 5:27
6. Mountain's End - 6:23
7. What's Up - 4:50
8. Flesh Blood and Faith - 8:45
9. She Won't Wait All the Night - 6:15
10. I Don't Know About Sex - 4:16
11. B.T.B.W. North Italy - 3:40

## Formazione
- Tony Fontò – chitarra ritmica
- Alex Mantiero - batteria
- Federica De Boni - voce
- Fabio Pozzato - basso
- Max Faccio – chitarra solista